# Stevenage (circonscription britannique)
Pour la ville, voir Stevenage.
Circonscription parlementaire de la Chambre des communes
La circonscription de Stevenage est une circonscription situé dans le Hertfordshire, représenté dans la Chambre des communes du Parlement britannique depuis 2024 par Kevin Bonavia du Parti travailliste.

## Géographie
La circonscription comprend:
- La ville de Stevenage

## Députés
Les Members of Parliament (MPs) de la circonscription sont:
| Législature                                                              | Années       | Député | Député             | Parti        |
| ------------------------------------------------------------------------ | ------------ | ------ | ------------------ | ------------ |
| Stevenage issue de Hertford and Stevenage, East Hertfordshire et Hitchin |              |        |                    |              |
| 49e                                                                      | 1983–1987    |        | Tim Wood           | Conservateur |
| 50e                                                                      | 1987–1992    |        | Tim Wood           | Conservateur |
| 51e                                                                      | 1992–1997    |        | Tim Wood           | Conservateur |
| 52e                                                                      | 1997–2001    |        | Barbara Follett    | Travailliste |
| 53e                                                                      | 2001–2005    |        | Barbara Follett    | Travailliste |
| 54e                                                                      | 2005–2010    |        | Barbara Follett    | Travailliste |
| 55e                                                                      | 2010–2015    |        | Stephen McPartland | Conservateur |
| 56e                                                                      | 2015–2017    |        | Stephen McPartland | Conservateur |
| 57e                                                                      | 2017–2019    |        | Stephen McPartland | Conservateur |
| 58e                                                                      | 2019–2024    |        | Stephen McPartland | Conservateur |
| 59e                                                                      | 2024–Présent |        | Kevin Bonavia      | Travailliste |

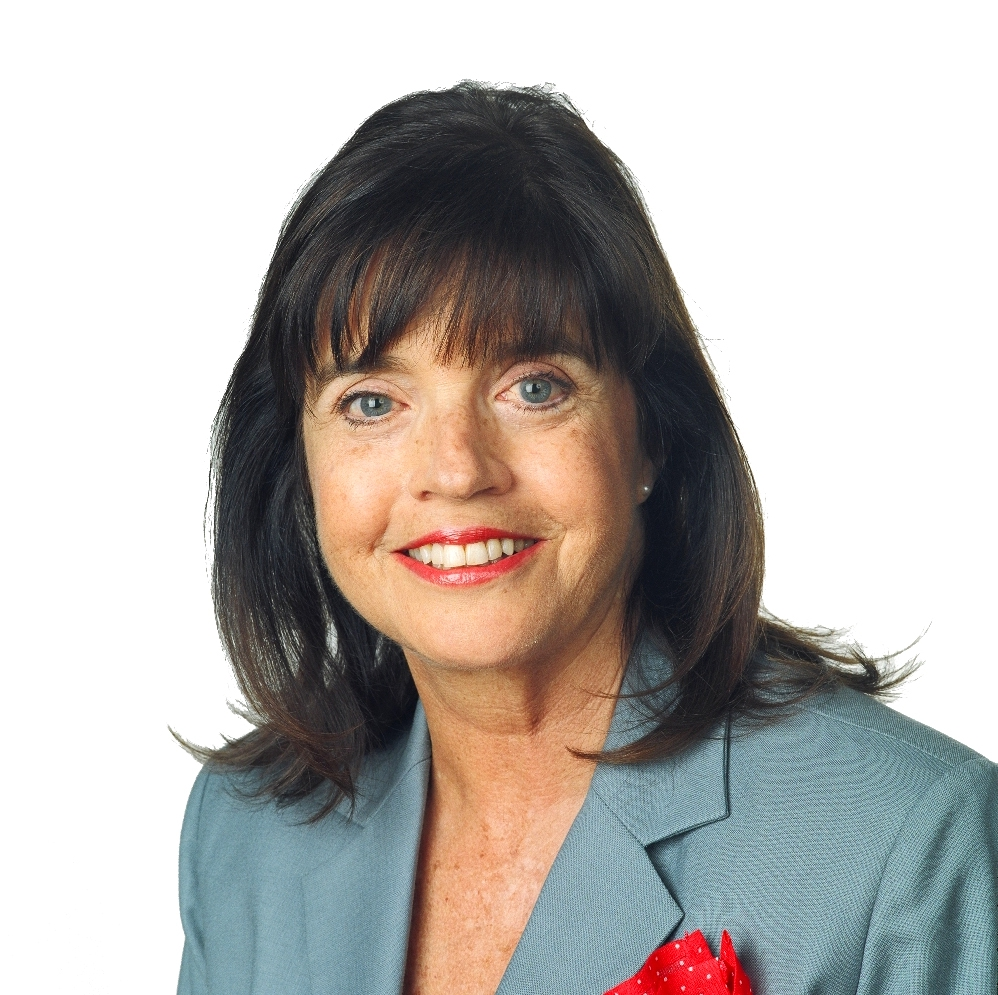
Barbara Follett (1997–2010)
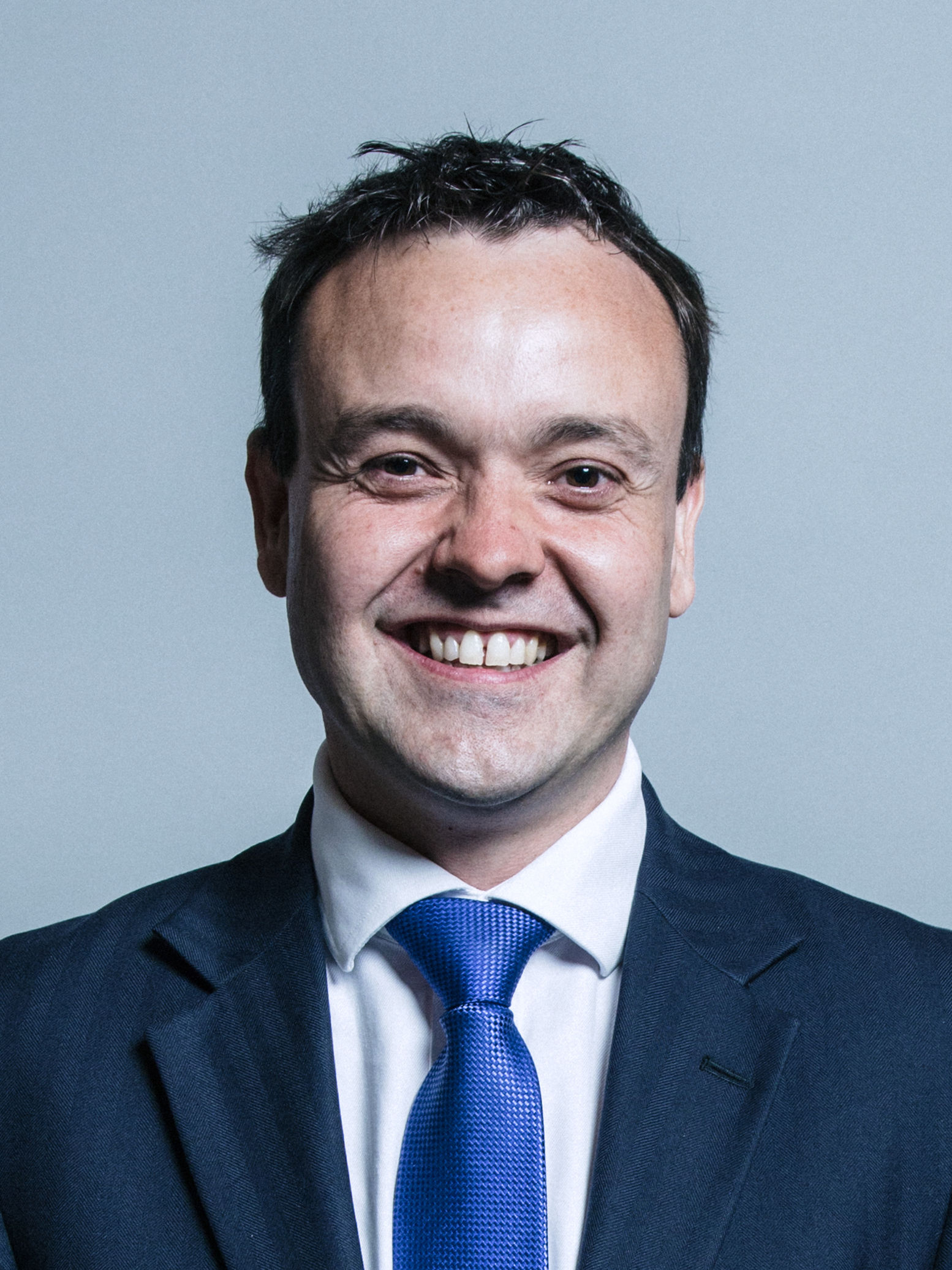
Stephen McPartland (2010–2024)
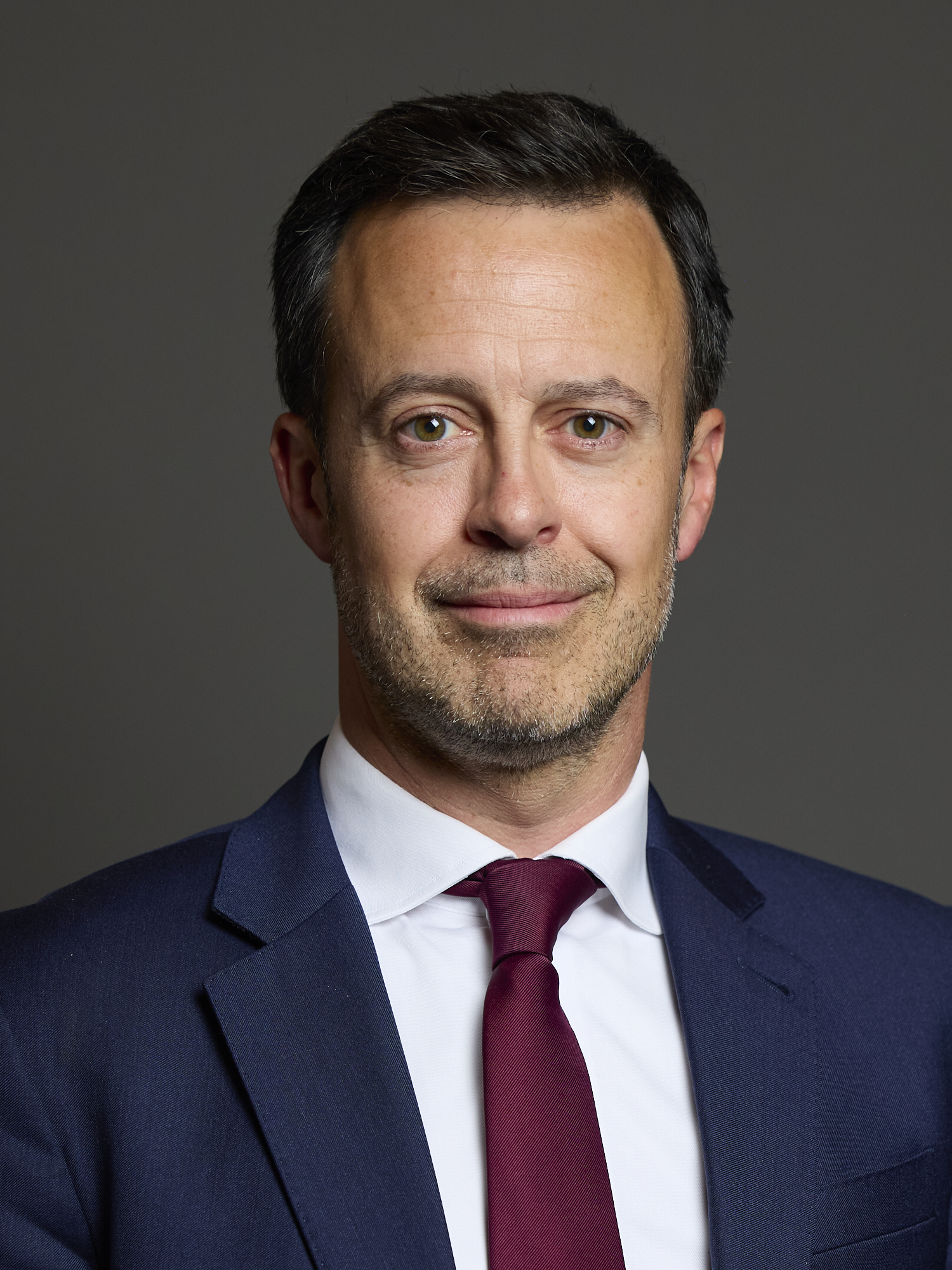
Kevin Bonavia (2024–Présent)